# Prix littéraires 1958
Liste des prix littéraires décernés au cours de l'année 1958 :

## Prix internationaux
- Prix Nobel de littérature : Boris Pasternak (URSS)[1]

## Allemagne
- Prix Georg-Büchner : Max Frisch[2]

## Belgique
- Prix Victor-Rossel : Stéphane Jourat, pour Entends, ma chère, entends[3]

## Canada
- Prix littéraires du Gouverneur général 1958 :
  - Catégorie « Romans et nouvelles de langue anglaise » : Colin McDougall pour Execution
  - Catégorie « Poésie ou théâtre de langue anglaise » : James Reaney pour A Suit of Nettles
  - Catégorie « Études et essais de langue anglaise » : Pierre Berton pour Klondike et Joyce Hemlow pour The History of Fanny Burney

## Chili
- Prix national de littérature : Diego Dublé Urrutia (es) (1877-1967), poète ;

## Corée du Sud
- Prix Dong-in : Oh Sangwon, pour Moban, Une trahison
- Prix de littérature contemporaine (Hyundae Munhak) : 
  - Catégorie « Poésie » : Lee Su-bok
  - Catégorie « Roman » : Park Kyung-ni
  - Catégorie « Drame » : Kim Yangsu

## Danemark
- Prix Hans Christian Andersen : Astrid Lindgren[4]

## Espagne
- Prix Nadal :  José Vidal Cadellans, pour No era de los nuestros
- Prix Planeta : Fernando Bermúdez de Castro, pour Pasos sin huellas
- Prix national de Narration : José Luis Castillo-Puche (es), pour Hicieron partes
- Prix national de poésie : non décerné
- Prix Adonáis de Poésie : Rafael Soto Vergés (es), pour La agorera

## États-Unis
- National Book Award : 
  - Catégorie « Fiction » : John Cheever pour The Wapshot Chronicle (Les Wapshot)
  - Catégorie « Essais » : Catherine Drinker Bowen pour The Lion and the Throne
  - Catégorie « Poésie » : Robert Penn Warren pour Promises: Poems 1954-1956
- Prix Hugo :
  - Prix Hugo du meilleur roman : La Guerre des modifications (The Big Time) par Fritz Leiber
  - Prix Hugo de la meilleure nouvelle courte : Et si les huîtres… (Or All the Seas With Oysters) par Avram Davidson
- Prix Pulitzer :
  - Catégorie « Fiction » : James Agee pour A Death in the Family (Une mort dans la famille)
  - Catégorie « Biographie et Autobiographie » : Douglas Southall Freeman et al. pour George Washington, Volumes I-VII
  - Catégorie « Histoire » : Bray Hammond pour Banks and Politics in America
  - Catégorie « Poésie » : Robert Penn Warren pour Promises: Poems 1954-1956
  - Catégorie « Théâtre » : Ketti Frings (en) pour Look Homeward, Angel

## Finlande
- Prix Aleksis-Kivi : Helvi Hämäläinen
- Prix Kalevi-Jäntti : Satu Waltari pour Haikeat leikit
- Prix Eino-Leino : Rabbe Enckell
- Prix national de littérature : Rabbe Enckell pour Strån över backen, Helvi Hämäläinen pour Surmayöt, Veijo Meri pour Manillaköysi, Sirkka Selja pour Enkelin pelto
- Prix littéraire de la ville de Tampere : Kalle Päätalo pour Ihmisiä telineillä
- Prix Tollander : Bo Carpelan
- Prix Rudolf-Koivu : Tove Jansson pour Trollvinter
- Prix Topelius : Aira Kokki pour Avattu ovi
- Prix Mikael-Agricola : J. A. Hollo
- Prix d'écriture Juhana-Heikki-Erkko : Oiva Arvola et Pentti Fabritius

## France
- Prix Goncourt : Francis Walder pour Saint-Germain ou la Négociation[5]
- Prix Médicis : Claude Ollier pour La Mise en scène
- Prix Renaudot : Édouard Glissant pour La Lézarde[5]
- Prix Femina : Françoise Mallet-Joris pour L'Empire céleste
- Prix Interallié : Bertrand Poirot-Delpech pour Le Grand Dadais
- Grand prix du roman de l'Académie française : Henri Queffélec pour Un royaume sous la mer
- Prix des libraires : Jean Bassan, Nul ne s'évade
- Prix des Deux Magots : Michel Cournot, Le Premier Spectateur
- Prix du Quai des Orfèvres : André Gillois pour 125, rue Montmartre.
- Prix du roman populiste : René Rembauville pour La Boutique des regrets éternels
- Prix des critiques : Yves Régnier pour Le Royaume de Bénou.

## Italie
- Prix Strega : Dino Buzzati, Sessanta racconti
- Prix Bagutta : Lorenzo Montano (it) pour A passo d'uomo, (Rebellato)
- Prix Napoli : non attribué
- Prix Viareggio :
  - Fiction : Tommaso Landolfi, Ottavio di Saint Vincent (Vallecchi)
  - Poésie : Salvatore Quasimodo, La terra impareggiabile (Mondadori)
  - Essai : Ernesto de Martino, Morte e pianto rituale nel mondo antico (Einaudi)
  - Première œuvre : Anita Fazzini, Ritorno in pianura (Ceschina)
  - Prix spécial :  Giuseppe Marotta (it), Marotta Ciak (Bompiani)
  - Prix spécial pour une enquête: Giovanni Passeri, Il pane dei carcamano (Parenti)

## Monaco
- Prix Prince-Pierre-de-Monaco : Jacques Perret[6]

## Royaume-Uni
- Prix James Tait Black :
  - Fiction : Angus Wilson pour The Middle Age of Mrs. Eliot (Les Quarante Ans de Mrs Eliot)
  - Biographie : Joyce Hemlow pour The History of Fanny Burney
- Prix John-Llewellyn-Rhys : V.S. Naipaul pour Le Masseur mystique (The Mystic Masseur)
- Médaille Carnegie : Philippa Pearce pour Tom et le jardin de minuit
- Prix Rose-Mary-Crawshay : Mary Caroline Moorman pour Biography of Wordsworth: The Early Years
- Prix Somerset-Maugham : John Wain pour Preliminary Essays